# Eucalyptus decipiens
Eucalyptus decipiens är en myrtenväxtart som beskrevs av Stephan Ladislaus Endlicher. Eucalyptus decipiens ingår i släktet Eucalyptus och familjen myrtenväxter. Inga underarter finns listade i Catalogue of Life.